# Matang Seulimeng
Matang Seulimeng is een bestuurslaag in het regentschap Langsa van de provincie Atjeh, Indonesië. Matang Seulimeng telt 7764 inwoners (volkstelling 2010).